# Corry Brokken
Pour les articles homonymes, voir Brokken.
Cornelia Brokken dite Corry Brokken, née le 3 décembre 1932 à Bréda (Brabant-Septentrional) et morte le 31 mai 2016 à Laren (Hollande-Septentrionale), est une chanteuse néerlandaise. Elle a remporté le Concours Eurovision de la chanson, en 1957, pour les Pays-Bas, avec la chanson Net als toen.

## Débuts
Corry Brokken naît le 3 décembre 1932, à Bréda, aux Pays-Bas. Elle est l'aînée de quatre enfants. Son père est un membre actif du NSB, le parti national-socialiste néerlandais. Après la Seconde Guerre mondiale, les Brokken sont mis au ban de la société, car son père est condamné pour collaboration avec l'ennemi. Sa mère décide de divorcer et Corry se retrouve dans l'obligation de travailler pour faire vivre sa famille. Elle décide malgré tout d'entreprendre une carrière de chanteuse.
Après avoir terminé ses études, Corry Brokken travaille comme assistante auprès d'un dentiste, afin de payer ses cours de chant. En 1952, elle fait ses débuts à la radio. Lors de l'émission Een lied en een vleugel (Une chanson et une aile), elle chante I Apologize (Je m'excuse), une reprise de Billy Eckstine. Elle se produit dans des cabarets à Amsterdam et à Eindhoven, en compagnie de différents orchestres. Elle est ensuite engagée par le John Kristel Orkest, avec qui elle accomplit une tournée des Pays-Bas.
En 1954, Corry Brokken décroche son premier contrat d'enregistrement, auprès d'un label discographique belge, Ronnex Records. Elle enregistre et publie plusieurs chansons en allemand, en anglais et en néerlandais.
En 1956, Corry Brokken enregistre plusieurs titres pour la branche allemande de la compagnie Polydor. Ceux-ci ne seront cependant jamais publiés, pour des raisons de droits d'auteur. La même année, elle se marie avec le batteur néerlandais Cees See, dont elle aura une fille, Nancy, en 1959.

## Participations au Concours Eurovision de la chanson

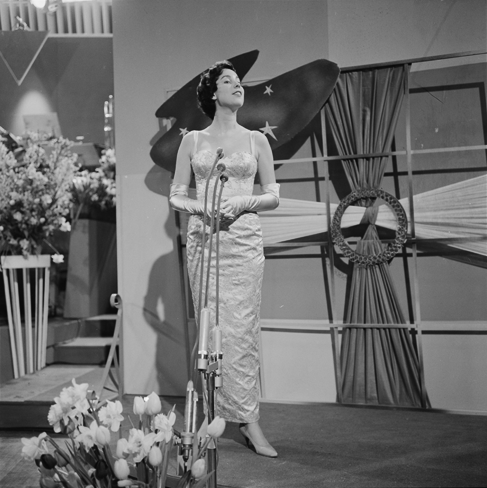
Corry Brokken au Concours Eurovision de la chanson 1958 à Hilversum.

En 1956, Corry Brokken participe à la sélection nationale néerlandaise pour la toute première édition du Concours Eurovision de la chanson. Les règles de l'époque permettant à chaque pays de présenter deux chansons, deux chanteuses représentent les Pays-Bas : Jetty Paerl, avec De vogels van Holland (Les oiseaux de Hollande - la toute première chanson présentée à l'Eurovision), et Corry, avec Voorgoed voorbij (Fini à jamais). Cette édition fut remportée par la Suisse, avec la chanson Refrain, interprétée par Lys Assia. Pour la seule fois de l'histoire du concours, la procédure de vote demeura secrète. Les résultats complets ne furent jamais publiés et les bulletins de vote du jury, détruits immédiatement. Il n’y eut donc ni deuxième, ni dernière place.
En 1957, Corry Brokken remporte à nouveau la sélection nationale néerlandaise, avec la chanson Net als toen,  composée par Guus Jansen et écrite par Willy van Hemert. Elle a enregistré en 1958 la version française, « Tout comme avant », adaptée par André Salvet et Hubert Ithier. À l'issue du premier vote public du concours, Corry remporte la victoire, en recevant des points de la part de tous les autres pays participants. La médaille du grand prix lui est remise sur scène et elle la passa ensuite à Guus Jansen.
En 1958, Corry Brokken représente pour la troisième fois les Pays-Bas au Concours Eurovision de la chanson, avec la chanson Heel de wereld (Le monde entier), mais termine à la dernière place. Ce fut la première fois de l'histoire du concours que le pays hôte termina à la dernière place et Corry devint la seule participante de l'histoire du concours à avoir terminé à une première et à une dernière place.
Corry Brokken fait partie des cinq seuls artistes à avoir participé au Concours Eurovision, à trois reprises consécutives. Les quatre autres sont la Suissesse Lys Assia, l'Autrichien Udo Jürgens, la Norvégienne Ellen Nikolaysen et la Saint-Marinaise Valentina Monetta.

## Apogée

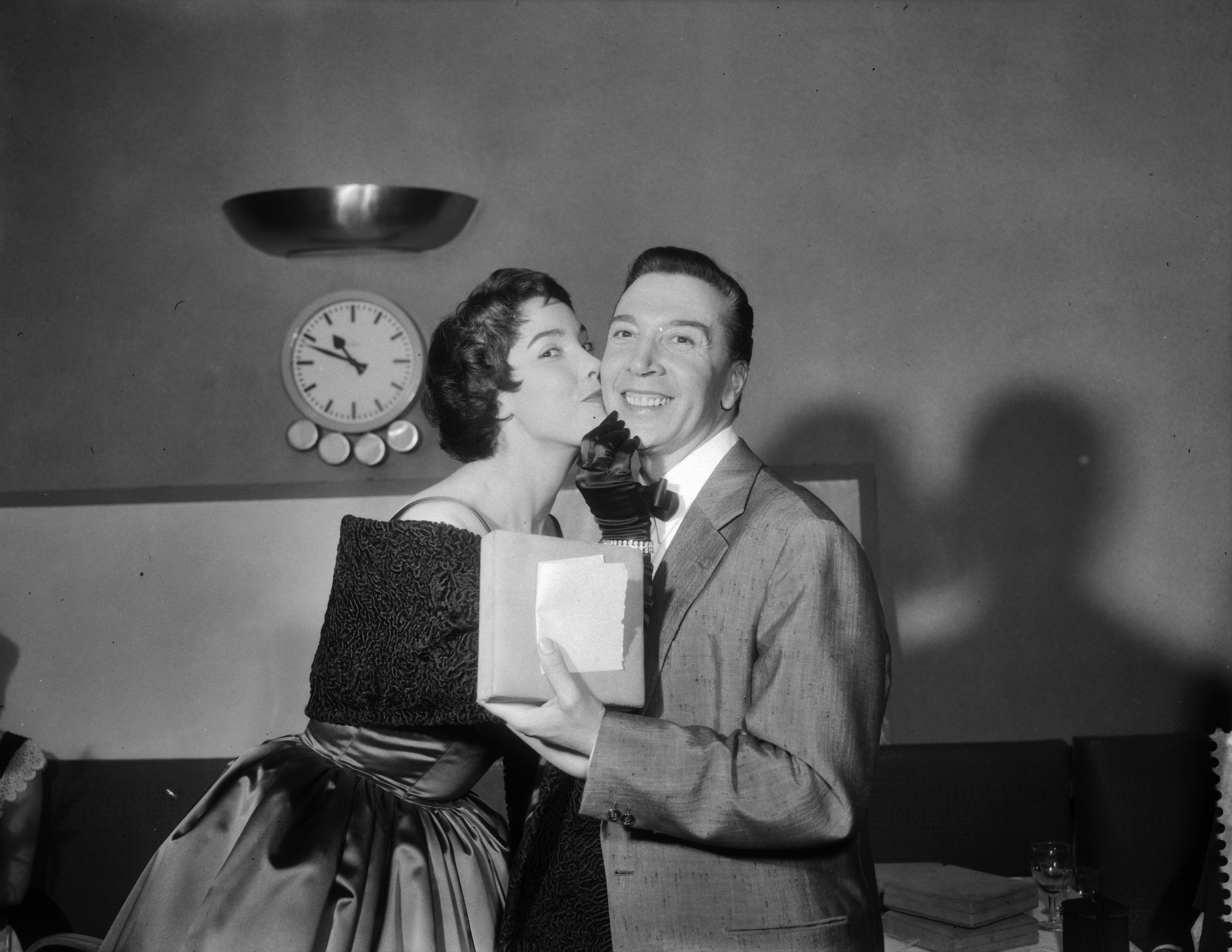
Corry Brokken et André Claveau (1958)

En 1959, Corry Brokken participe une quatrième et dernière fois à la sélection nationale néerlandais, mais termine cette fois troisième. La même année, elle publie son premier album, Corry's Bed-Time Story.
En 1960, Corry Brokken représente les Pays-Bas à la Coupe d'Europe du tour de chant et connaît un premier grand succès commercial avec sa chanson, De Zigeuners (Les Tsiganes). Cette année-là, elle publie le disque le plus vendu de sa carrière : une reprise en néerlandais et en allemand du titre Milord, interprété initialement par Édith Piaf. Elle décroche la première place des classements en Allemagne et aux Pays-Bas. Elle reçoit un disque d'or et effectue de très nombreuses apparitions sur les télévisions allemandes et néerlandaises.
Par la suite, Corry Brokken continue à connaître le succès en adaptant en néerlandais des succès francophones (notamment de Charles Aznavour, Gilbert Bécaud, Dalida, Guy Mardel) et germanophones (notamment de Zarah Leander, Lale Andersen, Heidi Brühl). Parallèlement, elle entame une seconde carrière de présentatrice télévisée. Dès 1961, elle présente aux Pays-Bas, sa propre émission de variétés. En 1962, Corry reçoit un Prix Edison pour son album, Mijn Ideaal (Mon idéal).
En 1966, la télévision publique allemande lui propose de participer à la sélection nationale pour le Concours Eurovision de la chanson 1966, mais Corry refuse. En 1967, elle signe un contrat d'enregistrement avec la branche allemande du label Polydor et elle présente une émission de variétés, chaque samedi soir, sur la chaîne allemande WDR. L'émission mêle numéros de musique, de cabaret et de magie. En 1968, Corry se produit avec Snip et Snap, dans une revue produite par René Sleeswijk. Elle épouse ce dernier la même année.

## Réorientation professionnelle

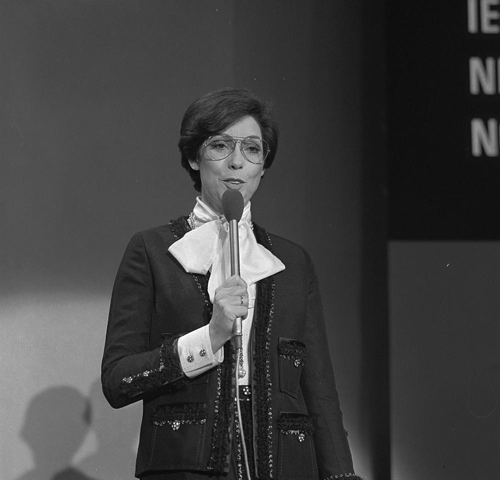
Corry Brokken présentant le Concours Eurovision de la chanson 1976 à La Haye.

Sa carrière connaît un brutal coup d'arrêt en 1969. Dans une interview à la presse néerlandaise, Corry Brokken se plaint de ses conditions de travail en Allemagne, critique vertement le fonctionnement des médias allemands et se moque des téléspectateurs allemands. Ses propos provoquent un tollé et le public allemand se détourne d'elle. Elle enregistre en 1970, une ultime émission pour l'ARD. Son contrat télévisé n'est plus renouvelé et dans la foulée, Polydor met fin à son contrat d'enregistrement.
Corry Brokken publie encore quatre albums aux Pays-Bas, mais ceux-ci ne rencontrent pas le succès escompté. En 1972, son contrat avec la télévision néerlandaise se termine, sans être non plus renouvelé. Elle décide alors de réorienter sa carrière professionnelle et entreprend des études de droit.
En 1976, elle divorce de René Sleeswijk et effectue une de ses dernières apparitions à la télévision. Cette année-là, elle présente la vingt-et-unième édition du Concours Eurovision de la chanson. Ce fut la toute première fois qu'une ancienne participante et une ancienne gagnante du concours revint pour le présenter.
En 1978, Corry Brokken épouse son compagnon d'étude, Jan Meijerink. En 1981, elle obtient son diplôme en droit et officie comme avocat à Bois-le-Duc. Elle deviendra juge en 1988.

## Retour à la scène
En 1995, Corry Brokken reçoit un Prix Edison d'honneur pour l'ensemble de sa carrière. Cette récompense la pousse à remonter sur scène. Elle publie l'année suivante une compilation de ses anciens succès, ainsi qu'un nouveau titre, Nooit gedacht (Jamais imaginé). Celui-ci n'est pas un succès commercial, mais Corry se met à nouveau à donner des concerts et des soirées de gala. Elle y chante les titres qui ont marqué sa carrière.
Au Concours Eurovision de la chanson 1997, Corry Brokken est la porte-parole du jury néerlandais. À ce titre, elle annonce les points attribués par les Pays-Bas. En 1998, elle met un terme définitif à sa carrière de juge.
En 2000, Corry Brokken publie ses mémoires, Wat mij betreft (En ce qui me concerne). Le livre rencontre un grand succès commercial et connaît quatre réimpressions. En 2002, Corry Brokken donne plusieurs représentations des Monologues du Vagin.
En 2003, Corry Brokken est membre du jury, lors de la sélection nationale néerlandaise pour la quarante-huitième édition du Concours Eurovision de la chanson.
En 2006, Corry Brokken apparaît en invitée vedette dans le numéro de cabaret de la troupe Purper. Elle publie un DVD, intitulé Een Avondje Uit Met Corry Brokken (Une soirée avec Corry Brokken) et présentant une rétrospective de toute sa carrière.
En 2007, Corry Brokken doit interrompre sa carrière pour des raisons médicales, ayant été diagnostiquée d'un cancer du sein. En 2008, elle est victime d'un accident vasculaire cérébral, qui nécessite une longue revalidation.
En 2009, Corry Brokken publie une seconde autobiographie, Toegift (Souvenir). Il s'agit de la suite de la première, couvrant les années 2000 à 2009. Elle fait également une apparition dans un épisode de la série néerlandaise Kinderen geen bezwaar.

## Discographie

### Albums
- 1959 : Corry's Bed-Time Story  - 10"-lp - PHILIPS - P 10923 R
- 1965 : De Corry Brokken Show  - 12"-lp - PHILIPS - P 12970 L
- 1965 : Corry Brokken  - 12"-lp - PHILIPS - P 12975 L
- 1966 : De Beste Van Corry Brokken  - 12"-lp - PHILIPS - XPL 655 007
- 1967 : Corry Brokken Zingt Kleine Kantates  - 12"-lp - POLYDOR - 184 119
- 1968 : Miss Wonderful  - 12"-lp - PHILIPS - 870 047 BFY
- 1968 : Met De Complimenten Van Corry - Wereldsuccessen  - 12"-lp - POLYDOR - 656 006
- 1971 : Voor Nancy  - 12"-lp - IMPERIAL - 5C 062 24394
- 1972 : Gouden Favorieten Parade  - 12"-lp - PHILIPS - 6440 073
- 1973 : Corry Zingt Toon  - 12"-lp - IMPERIAL - 5C 062 24742
- 1974 : La Mamma - Corry Brokken Und Ihre Grossen Erfolge  - 12"-lp - FONTANA - 6428 085
- 1981 : Motive  - 12"-lp - PHILIPS - 6375 398
- 1994 : Net Als Toen - Een Hommage Aan Een Onvergetelijke Zangeres  - 2 cd's - MERCURY - 522 864 2
- 1996 : Milord  - cd - BEAR FAMILY - BCD 15877 AH
- 1996 : La Mamma  - cd - BEAR FAMILY - BCD 15883 AH
- 1996 : Nooit Gedacht  - cd - MERCURY - 534 312 2
- 1997 : Nana - Die Ronnex Aufnahmen  - cd - BEAR FAMILY - BCD 16120 AH
- 1997 : Corry Brokken Zingt  - 2 cd's - EMI - 856 763 2
- 2003 : Milord  - cd - ROTATION - 067 349 2
- 2009 : De Keuze Van Annie De Reuver  - cd - WETON WESGRAM - NN020

### Singles
- 1954 : Auto-Scooter's Boogie / Begin The Beguine  - 78rpm10"single - RONNEX - 1059
- 1955 : Waarom? / Hier In De Vrije Natuur  - 78rpm10"single - RONNEX - 10021
- 1955 : Wacht Op Mij / Auto-Schooter's Boogie  - 78rpm10"single - RONNEX - 10026
- 1955 : Rio De Janeiro / Nana  - 78rpm10"single - RONNEX - 10063
- 1955 : Ein Tag Mit Dir / Mein Guter Stern  - 78rpm10"single - RONNEX - 10082
- 1956 : Als De Bomen Bloeien / Hier In De Stille Laan  - 78rpm10"single - RONNEX - 20035
- 1957 : Net Als Toen / Wees Maar Niet Boos  - 78rpm10"single - RONNEX - 1957
- 1957 : Mr. Wonderful / The Story Of Love  - 78rpm10"single - PHILIPS - P 17780 H
- 1957 : Damals War Alles So Schön / Seit Wir Uns Sehen  - 78rpm10"single - PHILIPS - P 17797 H
- 1957 : Fascination / De Messenwerper  - 78rpm10"single - PHILIPS - P 17799 H
- 1958 : Weet Je Nog / Ça C'est L'amour  - 78rpm10"single - PHILIPS - P 18054 H
- 1958 : Heel De Wereld / Weet Je  - 7"single - PHILIPS - 318 078 PF
- 1958 : Hallo / Zigeuner  - 7"single - AUGUSTIJNER MISSIE BOLIVIA - DF 99 164
- 1960 : Milord / Mustapha  - 7"single - PHILIPS - 318 375 PF
- 1960 : De Zigeuners / Een Wals Uit Duizenden  - 7"single - PHILIPS - 318 393 PF
- 1961 : Ballade Van De Gevangene / De Harlekijn Van Granada  - 7"single - PHILIPS - 318 498 PF
- 1961 : Er Sah' Aus Wie Ein Lord / Bonjour, Paris  - 7"single - PHILIPS - 345 269 PF
- 1961 : Nooit Krijg Ik Spijt / Als 'n Licht In De Nacht  - 7"single - PHILIPS - 318 499 PF
- 1961 : Romeo / Zeven Liedjes Zal Ik Zingen  - 7"single - PHILIPS - 318 609 PF
- 1961 : Maurice, Der Alte Charmeur / Wie Der Traum Meiner Schlaflosen Nächte  - 7"single - PHILIPS - 318 619 PF
- 1962 : Du Bist Durchschaut / Er Macht Musik Am Montparnasse  - 7"single - PHILIPS - 318 678 PF
- 1962 : Nitschewo / Vannacht (Afscheid Van Een Lunapark)  - 7"single - PHILIPS - 318 720 PF
- 1962 : Mijn Ideaal / Het Telegram  - 7"single - PHILIPS - 318 786 PF
- 1962 : Es War Im Frühling, Chérie / Wenn Ich Nur Wüsst!  - 7"single - PHILIPS - 318 791 PF
- 1962 : Fiesta Brasiliana / Bij Deze Tango Wordt Alles Donker  - 7"single - PHILIPS - 318 833 PF
- 1963 : Danswijsje / Ga Niet Weg  - 7"single - PHILIPS - 327 528 JF
- 1963 : Moordballade / Zeerover Jenny  - 7"single - PHILIPS - JF 327 569
- 1963 : Nu, Meer Dan Ooit / Tra-La-La-La-La  - 7"single - PHILIPS - JF 327 596
- 1964 : La Mamma (Zij Kwamen Overal Vandaan) / Geef Mij Je Hand  - 7"single - PHILIPS - JF 327 642
- 1964 : Glück Und Glas / Flohmarkt-Melodie  - 7"single - PHILIPS - 318 906 PF
- 1964 : Woorden In 't Zand / De Clown  - 7"single - PHILIPS - JF 327 718
- 1964 : Adios A La Mamma / Los Gitanos  - 7"single - PHILIPS - JF 327 746
- 1964 : Een Huis Is Nog Geen Thuis / Als Je Mij Verlaat  - 7"single - PHILIPS - JF 327 757
- 1965 : Venetië / Donau-Lied  - 7"single - PHILIPS - JF 327 803
- 1965 : De Messenwerper / De Zigeuners  - 7"single - PHILIPS - JF 327 763
- 1965 : Ntjilo Ntjilo / Madonnakindje  - 7"single - PHILIPS - JF 327 855
- 1965 : Tommy-Tom / Als Je Maar Nooit Bekent  - 7"single - PHILIPS - JF 327 868
- 1965 : Don Juan / Ave Maria No Morro  - 7"single - PHILIPS - JF 327 925
- 1966 : So Ist Die Liebe, Mon Ami / Venedig In Grau  - 7"single - PHILIPS - 318 955 PF
- 1966 : Zo Gaat Het Met Meisjes Altijd / Goedenacht Marjolijn  - 7"single - PHILIPS - JF 327 979
- 1966 : Tweedehands Jet / Zeventien April  - 7"single - PHILIPS - JF 333 515
- 1966 : Alle Meine Träume / Kind Nummer Zehn  - 7"single - PHILIPS - PF 318 960
- 1966 : Nimm Meine Hand / Spiel, Zigeuner  - 7"single - PHILIPS - JF 333 595
- 1967 : Zeven Uur / Ik Moet Weg  - 7"single - PHILIPS - JF 333 665
- 1967 : Und Sie Trug Eine Rose Im Haar / Von Deinen Träumen Kannst Du Nicht Leben  - 7"single - POLYDOR - 52866
- 1967 : Hart Te Koop / Ik Kan Niet Zonder Jou  - 7"single - POLYDOR - S 1224
- 1968 : Kom Terug Bij Mij / Onze Roman  - 7"single - POLYDOR - S 1253
- 1968 : Fremde Strassen / Mylady  - 7"single - POLYDOR - 53009
- 1968 : Heiss Ist Der Kaffee in San José / Ich Bin Glücklich Obwohl Ich Weine  - 7"single - POLYDOR - 53061
- 1968 : Als Ik Groot Ben / Is Het Heus?  - 7"single - POLYDOR - S 1275
- 1969 : Meine Liebesmelodie / Die Letzten 7 Tage  - 7"single - COLUMBIA - 1C 006 28720
- 1975 : La Mamma / Milord  - 7"single - PHILIPS - 6012 497
- 1981 : La Mamma (Zij Kwamen Overal Vandaan) / Milord  - 7"single - PHILIPS - 6017 272
- 1997 : Altijd Zal Ik Van Je Houden / Amsterdam  - cd-single - MERCURY - 574 008-2